# Перси, Уокер
Уокер, Перси (англ. Walker Percy; 28 мая 1916, Бирмингем, Алабама, США — 10 мая 1990, Ковингтон, Луизиана, США) — американский писатель, публицист, прозаик, мемуарист, автор, чьи романы восходят к традиции Фёдора Достоевского и южной готике.  Его жизнь и творчество глубоко связаны с историей двух южных штатов США — с Алабамой и Луизианой. Перси также был увлечён экзистенциализмом, а именно трудами Сёрена Кьеркегора, Габриэля Марселя и Жана-Поля Сартра; любил творчество Фолкнера, весь этот комплекс отразился в его первом, самом знаменитом романе «Киноман» (Moviegoer, 1961), за который в 1962 году Уокер получил Национальную книжную премию. Как сформулировал сам писатель, главной темой своего творчества он сделал «потерянность человека в современную эпоху». Фактически объединил в своем творчестве экзистенциализм, менталитет южных штатов США и глубокую католическую религиозность.

## Ранние годы и образование
Перси Уокер родился 28 мая 1916 года в Бирмингеме, штат Алабама и старшим ребенком в семействе. Отец будущего писателя покончил с собой, мать погибла в автокатастрофе, не справившись с управлением. Существует версия, что автокатастрофа была устроена матерью писателя умышленно. Перси посещал Гринвильскую старшую школу, затем учился в университете Северной Каролины, где изучал химию и состоял в студенческом братстве Сигма Альфа Эпсилон.

## Творчество
Писатель часто использует прием экзистенциального отчуждения, что роднит прозу Уокера с творчеством таких писателей как Альбер Камю и Кутзее. Многие романы писателя — пессимистичны и наполнены экзистенциальной поэтикой, что роднит творчество писателя с трудами Джона Барта или некоторыми произведениями Уильяма Стайрона. Остается дискуссионным вопрос о принадлежности писателя к школе так называемой Южной Готики. Некоторые исследователи отрицают принадлежность Уокера к школе Южной готики, выделяя для его творчество в отдельный субжанр - литература «пост-южной Америки». Другие исследователи склонны считать, что несмотря на то, что послевоенное поколение писателей отходит от традиционных коллизий жанра, в то же время продолжают сохранять «признаки общинного сознания» в характере героев «реконструированного Юга».

## The Moviegoer (1961)
Главный герой - мелкий биржевой маклер Джек «Бинкс» Боллинг. Лишившись семьи и получивший психическую травму во время Корейской войны, герой существует между фантазиями и явью; его единственная страсть - это кино, как очевидная форма эскапизма, и стимул для рефлексии, философствования, которым он предается, бродя по улицам Нового Орлеана. Критики отмечают очевидное влияние «Записок из подполья» Достоевского на роман писателя. Впрочем, несмотря на мрачную завязку истории, этот роман не перегружен философскими размышлениями и не пессимистичен: герою удается преодолеть ощущение бессмысленности бытия. Вероятно, именно поэтому роман The Moviegoer считается одним из лучших в библиографии Уокера. Анцыферова О.Ю, заведующая кафедрой зарубежной литературы ИвГУ, определяет «текст романа определяется как позднемодернистский (а не постмодернистский), несмотря на всепроникающее присутствие в нем массовой культуры». На русском языке книга не издавалась. В русскоязычной публицистике название часто переводится как «Киноман», «Любитель кинематографа», «Любитель кино» или «Кинозритель».

## Другие работы П. Уокера

### Художественная литература
- The Last Gentleman. New York: Farrar, Straus, 1966; reprinted Avon, 1978.
- Love in the Ruins: The Adventures of a Bad Catholic at a Time Near the End of the World. New York: Farrar, Straus, 1971; reprinted Avon, 1978.
- Lancelot. New York: Farrar, Straus, 1977. («Ланселот», ISBN 5-8370-0097-6, Издательство: Лимбус-Пресс, 2004 г., переводчик: Бошняк Владимир)
- The Second Coming. New York: Farrar, Straus, 1980.
- The Thanatos Syndrome. New York: Farrar, Straus, 1987.

### Эссе и статьи
- The Message in the Bottle: How Queer Man Is, How Queer Language Is, and What One Has to Do with the Other. New York: Farrar, Straus, 1975.
- Going Back to Georgia. Athens: University of Georgia, 1978 (also in Signposts, 1991.)
- Questions They Never Asked Me. Northridge, California: Lord John Press, 1979 (also in Signposts, 1991.)
- Bourbon. Winston-Salem, North Carolina: Palaemon Press, 1982 (also in Signposts, 1991.)
- Lost in the Cosmos: The Last Self-Help Book. New York: Farrar, Straus, 1983.
- How to Be an American Novelist in Spite of Being Southern and Catholic. Lafayette: University of Southwestern Louisiana, 1984 (also in Signposts, 1991.)
- The City of the Dead. Northridge, California: Lord John Press, 1985 (also in Signposts, 1991.)
- Conversations with Walker Percy. Lawson, Lewis A., and Victor A. Kramer, eds. Jackson: University Press of Mississippi, 1985.
- Diagnosing the Modern Malaise. New Orleans: Faust, 1985. (Also in Signposts, 1991.)
- Novel-Writing in an Apocalyptic Time. New Orleans: Faust Publishing Company, 1986. (Also in Signposts, 1991.)
- State of the Novel: Dying Art or New Science. New Orleans: Faust Publishing Company, 1988. (Also in Signposts, 1991.)
- Signposts in a Strange Land. Samway, Patrick, ed. New York: Farrar, Straus, 1991.
- More Conversations with Walker Percy. Lawson, Lewis A., and Victor A. Kramer, eds. Jackson: University Press of Mississippi, 1993.
- A Thief of Peirce: The Letters of Kenneth Laine Ketner and Walker Percy. Samway, Patrick, ed. Jackson: University Press of Mississippi, 1995.
- The Correspondence of Shelby Foote and Walker Percy. Tolson, Jay, ed. New York: Center for Documentary Studies, 1996.
- Symbol and Existence: A Study in Meaning: Explorations of Human Nature by Walker Percy. Edited by Ketner, Kenneth Laine, Karey Lea Perkins, Rhonda Reneé McDonell, Scott Ross Cunningham. Macon, GA: Mercer University Press, 2019. Percy's previously unpublished book on his working theory.